# Real soon now
real soon now（リアル・スーン・ナウ RSN、頭文字を大文字にしてReal Soon Nowとも）とは、日本語で「早急に」を意味するフレーズである。
元々はサイエンス・フィクション・ファンジン（英語: en:Science fiction fanzine）のコミュニティで使われていたもので、ジェリー・パーネルが雑誌バイトのコラム『Chaos Manor』で紹介し一般的に知られるようになったものである。
RSNは、よく「おそらくきっとすぐに」(soon, possibly never)の意味で使われる。ある人によれば「本当にすぐに達成されるべきだが、それを言っている人は達成できるかどうか懐疑的である」という意味でもあり、そのような意味で話される時にはrealの母音部分を長く発音して"reeeeal soon now"と言われることもある。また、「神様や運命やその他の時間的制約が許せば、それは達成される（だからじっと待たないで！）」というニュアンスも込められている。
このような皮肉的ユーモアを含んだ場合以外にも、ソフトウェア工学の分野においてASAPよりはくだけてはいるがTBA、TBC、TBD、TBR等よりはかしこまった深刻な状況を指し示す略語として使われる。
しばしば「Real Soon Now ™」と書かれることがあるが、本当に何かの商標であるわけではない。これはインターネット上で広まった単語で、プログラマーが「ある製品がもうすぐ出来上がるが、不正な商標の主張によりソフトウェアの公開が遅れることをからかう」ために使うものである。